# Ceraia simplicissima
Ceraia simplicissima é uma espécie de orquídea, variável pela sua ampla dispersão, de flores moderadamente pequenas que duram muito pouco, mas florescem diversas vezes ao ano, nativa da Ásia tropical e subtropical.